# Liên đoàn bóng đá Cameroon
Liên đoàn bóng đá Cameroon (tiếng Pháp: Fédération camerounaise de football; tiếng Anh: Cameroonian Football Federation) là tổ chức quản lý, điều hành các hoạt động bóng đá ở Cameroon. Liên đoàn quản lý đội tuyển bóng đá quốc gia nam và nữ, tổ chức các giải bóng đá như vô địch quốc gia và cúp quốc gia. Liên đoàn bóng đá Cameroon gia nhập FIFA năm 1962 và CAF năm 1964.

## Biểu trưng của liên đoàn bóng đá Cameroon

trước năm 2010
2010-nay